# Oxyfidonia insolita
Oxyfidonia insolita är en fjärilsart som beskrevs av W. Warren 1905. Oxyfidonia insolita ingår i släktet Oxyfidonia och familjen mätare. Inga underarter finns listade i Catalogue of Life.